# Węgierka
Węgierka is een plaats in het Poolse district  Jarosławski, woiwodschap Subkarpaten. De plaats maakt deel uit van de gemeente Roźwienica en telt 940 inwoners.